# Дуконо
Дуконо — діючий вулкан, розташований у північній частині острова Хальмахера, Індонезія. Він має широкий профіль і увінчаний складними кратерами. Під час великого виверження в 1550 році потік лави заповнив протоку між Хальмахерою та північним фланговим конусом гори Мамуя. Це було виверження 3-го ступеня за VEI . Повідомлялося про загиблих, але кількість невідома. Менші виверження відбулися в 1719, 1868 і 1901 роках. З 1933 року Дуконо безперервно вивергається до теперішнього часу.
Виверження в 2014 році посилилися з ранньої весни. Хмари попелу піднялися на висоту 2,5 км та вулканічну блискавку спостерігали та сфотографували 11 червня. Стромболійське виверження викинуло лавові бомби на зовнішній край кратера.